# Zaćmienie Księżyca

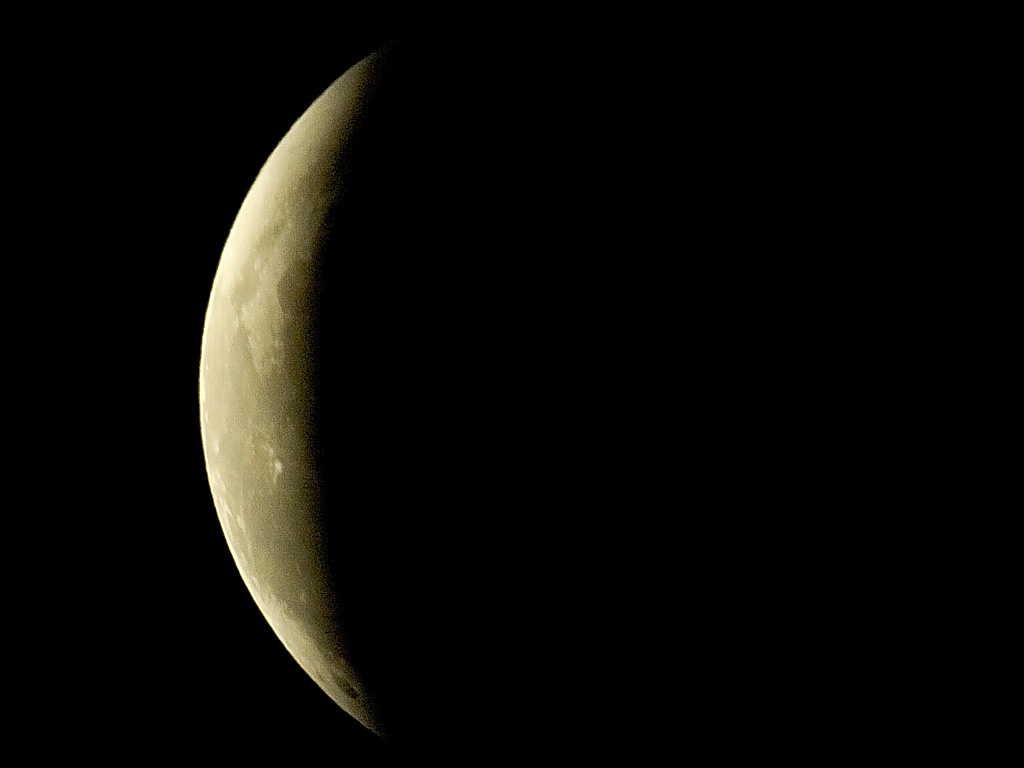
Zaćmienie Księżyca

Zaćmienie Księżyca – zjawisko astronomiczne powstające, gdy Ziemia znajduje się między Słońcem, a Księżycem będącym w pełni i Księżyc „wejdzie” w stożek cienia Ziemi.
Dla wyjaśnienia pojęcia zaćmienia całkowitego i częściowego Księżyca konieczne jest zrozumienie pojęć: „stożek cienia całkowitego” i „stożek półcienia”.
- Stożek cienia całkowitego to miejsce geometryczne tych punktów znajdujących się po przeciwnej stronie Ziemi niż Słońce, z których Słońce jest całkowicie niewidoczne.
- Stożek półcienia to miejsce geometryczne tych punktów, z których tylko część Słońca jest widoczna, a część zasłonięta przez Ziemię.

Układ ciał niebieskich w czasie zaćmienia Księżyca.
A – Słońce
B – Ziemia
C – Księżyc
D – stożek półcienia
E – stożek cienia całkowitego

Jeżeli Księżyc, który krąży dookoła Ziemi, znajduje się w całości w obszarze stożka cienia całkowitego Ziemi, to promienie słoneczne w ogóle nie dochodzą bezpośrednio do jego powierzchni. Cała powierzchnia Księżyca jest wtedy ciemna i mówimy wtedy, że trwa całkowite zaćmienie Księżyca. Gdy chociaż fragment Księżyca znajduje się poza stożkiem cienia całkowitego Ziemi i jednocześnie znajduje się w obszarze stożka półcienia, wówczas trwa zaćmienie częściowe. Jeżeli Księżyc przesuwa się przez stożek półcienia Ziemi, znajdując się w całości poza stożkiem cienia całkowitego, nazywamy to zaćmieniem półcieniowym.
Czas trwania całkowitego zaćmienia Księżyca jest różny – maksymalnie 1 godzina i 47 minut. Obliczono (austriacki astronom Teodor Oppolzer), że między 1207 rokiem p.n.e. a 2162 rokiem naszej ery, czyli w okresie 3369 lat, wypadnie 8000 zaćmień Słońca i 5200 zaćmień Księżyca. Zatem średnio na trzy zaćmienia Słońca przypadają dwa zaćmienia Księżyca. Ludzie często sądzą, że zaćmienia Słońca występują rzadziej niż zaćmienia Księżyca, co jest nieprawdą. W ciągu roku zdarzają się co najmniej dwa zaćmienia Słońca, a w sprzyjających warunkach pięć. Natomiast rocznie mogą wystąpić tylko trzy zaćmienia Księżyca, ale może być też tak, że w danym roku nie zdarzy się ani jedno (nawet częściowe). Jednak dla danego miejsca obserwacji zaćmienia Księżyca widoczne są częściej niż zaćmienia Słońca. Powodem jest fakt, że to ostatnie zjawisko jest widoczne tylko w pasie węższym od 300 km dla zaćmień całkowitych. Natomiast zaćmienie Księżyca widać wszędzie tam, gdzie Księżyc znajduje się nad horyzontem.

## Zaćmienia Księżyca w XXI wieku
W tym wieku zdarzą się w sumie 143 zaćmienia Księżyca, z tego 85 będzie całkowitych, a 58 – częściowych. Ponadto nastąpi 87 zaćmień półcieniowych.

### Zaćmienia Księżyca od 2004 do 2022 roku
| Zaćmienia księżyca 2004-2022 (czasy podane w UTC) |                                  |                                |                                |                              |                              |                              |                                |                                            |
| Data                                              | Początek zaćmienia półcieniowego | Początek zaćmienia częściowego | Początek zaćmienia całkowitego | Maksimum / rodzaj            | Koniec zaćmienia całkowitego | Koniec zaćmienia częściowego | Koniec zaćmienia półcieniowego | Czas trwania fazy całkowitej (w godzinach) |
| 4 maja 2004                                       | 18:51                            | 18:56                          | 20:52                          | 21:30/całkowite              | 22:08                        | 23:12                        | 00:09                          | 1.309                                      |
| 28 października 2004                              | 01:06                            | 02:14                          | 03:23                          | 04:04/całkowite              | 04:44                        | 05:53                        | 07:03                          | 1.314                                      |
| 24 kwietnia 2005                                  | 07:50                            | –                              | –                              | 09:55/półcieniowe- częściowe | –                            | –                            | 12:00                          | 0.890                                      |
| 17 października 2005                              | 09:51                            | 11:34                          | –                              | 12:03/częściowe              | –                            | 12:32                        | 14:15                          | 0.069                                      |
| 14 marca 2006                                     | 21:21                            | –                              | –                              | 23:47/półcieniowe- całkowite | –                            | –                            | 01:13                          | 1.756                                      |
| 7 września 2006                                   | 16:42                            | 18:05                          | –                              | 18:51/częściowe              | –                            | 19:37                        | 21:00                          | 0.189                                      |
| 3 marca 2007                                      | 21:16                            | 22:30                          | 23:43                          | 00:20/całkowite              | 00:57                        | 02:11                        | 03:25                          | 1.237                                      |
| 28 sierpnia 2007                                  | 07:52                            | 08:51                          | 09:52                          | 10:37/całkowite              | 11:23                        | 12:24                        | 13:22                          | 1.481                                      |
| 21 lutego 2008                                    | 00:35                            | 01:43                          | 03:01                          | 03:26/całkowite              | 03:52                        | 05:09                        | 06:17                          |                                            |
| 16 sierpnia 2008                                  | 19:23                            | 20:35                          | –                              | 22:10/częściowe              | –                            | 23:44                        | 00:57                          | 0.812                                      |
| 9 lutego 2009                                     | 12:37                            | –                              | –                              | 14:38/półcieniowe- częściowe | –                            | –                            | 16:40                          | 0.925                                      |
| 7 lipca 2009                                      | 08:33                            | –                              | –                              | 09:39/półcieniowe- częściowe | –                            | –                            | 10:44                          | 0,182                                      |
| 6 sierpnia 2009                                   | 00:01                            | –                              | –                              | 01:39/półcieniowe- częściowe | –                            | –                            | 03:17                          | 0.428                                      |
| 31 grudnia 2009                                   | 17:15                            | 18:51                          | –                              | 19:22/częściowe              | –                            | 19:53                        | 21:30                          | 0.081                                      |
| 26 czerwca 2010                                   | 08:55                            | 10:16                          | –                              | 11:38/częściowe              | –                            | 13:00                        | 14:21                          | 0.543                                      |
| 21 grudnia 2010                                   | 05:28                            | 06:32                          | 07:40                          | 08:17/całkowite              | 08:54                        | 10:02                        | 11:06                          | 1.261                                      |
| 15 czerwca 2011                                   | 17:23                            | 18:23                          | 19:22                          | 20:13/całkowite              | 21:03                        | 22:02                        | 23:02                          | 1.706                                      |
| 10 grudnia 2011                                   | 11:32                            | 12:45                          | 14:06                          | 14:32/całkowite              | 14:58                        | 16:18                        | 17:32                          | 1.110                                      |
| 4 czerwca 2012                                    | 08:46                            | 09:59                          | –                              | 11:03/częściowe              | –                            | 12:07                        | 13:20                          | 1.377                                      |
| 28 listopada 2012                                 | 12:13                            | –                              | –                              | 14:33/półcieniowe- częściowe | –                            | –                            | 16:53                          | 0.942                                      |
| 25 kwietnia 2013                                  | 18:02                            | 19:52                          | –                              | 20:07/częściowe              | –                            | 20:23                        | 22:13                          | 0.019                                      |
| 25 maja 2013                                      | 03:43                            | –                              | –                              | 04:10/półcieniowe- częściowe | –                            | –                            | 04:37                          | 0.04                                       |
| 18 października 2013                              | 21:48                            | –                              | –                              | 23:50/półcieniowe- częściowe | –                            | –                            | 01:52                          | 0.792                                      |
| 15 kwietnia 2014                                  | 04:52                            | 05:58                          | 07:07                          | 07:46/całkowite              | 08:25                        | 09:34                        | 10:39                          | 1.295                                      |
| 8 października 2014                               | 08:14                            | 09:15                          | 10:25                          | 10:55/całkowite              | 11:25                        | 12:35                        | 13:35                          | 1.172                                      |
| 4 kwietnia 2015                                   | 09:02                            | 10:16                          | 11:58                          | 12:00/całkowite              | 12:03                        | 13:45                        | 14:59                          | 1,0008                                     |
| 28 września 2015                                  | 00:12                            | 01:07                          | 02:11                          | 02:47/całkowite              | 03:23                        | 04:27                        | 05:23                          | 1,2764                                     |
| 23 marca 2016                                     | 09:37                            | –                              | –                              | 11:47/półcieniowe- częściowe | –                            | –                            | 13:58                          | 0.801                                      |
| 16 września 2016                                  | 16:53                            | –                              | –                              | 18:54/półcieniowe- częściowe | –                            | –                            | 20:56                          | 0.933                                      |
| 11 lutego 2017                                    | 22:32                            | –                              | –                              | 00:44/półcieniowe- całkowite | –                            | –                            | 02:56                          | 1.015                                      |
| 7 sierpnia 2017                                   | 15:48                            | 17:22                          | –                              | 18:21/częściowe              | –                            | 19:19                        | 20:53                          | 0.250                                      |
| 31 stycznia 2018                                  | 10:50                            | 11:48                          | 12:52                          | 13:30/całkowite              | 14:08                        | 15:12                        | 16:10                          | 1.321                                      |
| 27 lipca 2018                                     | 17:13                            | 18:24                          | 19:30                          | 20:22/całkowite              | 21:14                        | 22:20                        | 23:31                          | 1.613                                      |
| 21 stycznia 2019                                  | 02:35                            | 03:34                          | 04:41                          | 05:12/całkowite              | 05:44                        | 06:51                        | 07:50                          | 1.201                                      |
| 16 lipca 2019                                     | 18:42                            | 20:01                          | –                              | 21:31/częściowe              | –                            | 23:00                        | 00:20                          | 0.659                                      |
| 10 stycznia 2020                                  | 17:06                            | –                              | –                              | 19:10/półcieniowe- częściowe | –                            | –                            | 21:15                          | 0.920                                      |
| 5 czerwca 2020                                    | 17:44                            | –                              | –                              | 19:25/półcieniowe- częściowe | –                            | –                            | 21:07                          | 0.594                                      |
| 5 lipca 2020                                      | 03:04                            | –                              | –                              | 04:30/półcieniowe- częściowe | –                            | –                            | 05:56                          | 0.381                                      |
| 30 listopada 2020                                 | 07:30                            | –                              | –                              | 09:43/półcieniowe- częściowe | –                            | –                            | 11:56                          | 0.854                                      |
| 8 listopada 2022                                  |                                  | -                              | -                              |                              | -                            | -                            |                                |                                            |

Współczesne modele zaćmień Księżyca są prawie bezbłędne. Wyjątek stanowi tu przewidywanie NASA z 1989 dotyczące sierpnia 2016. Wersja z 2009 poprawnie twierdziła, że do zaćmienia wtedy nie dojdzie. Nietypowy jest też przypadek z lutego 1951, gdyż dopiero w 2009 obliczono, że do zaćmienia wtedy jednak nie doszło.

### Zaćmienie Księżyca z 28 września 2015
Całkowite zaćmienie z 28 września 2015 było dość wyjątkowe. Cecha, która je wyróżnia to bliskość Księżyca. Podczas zaćmienia był on oddalony od Ziemi tylko o 356 tys. kilometrów (tzw. superpełnia).

## Galeria

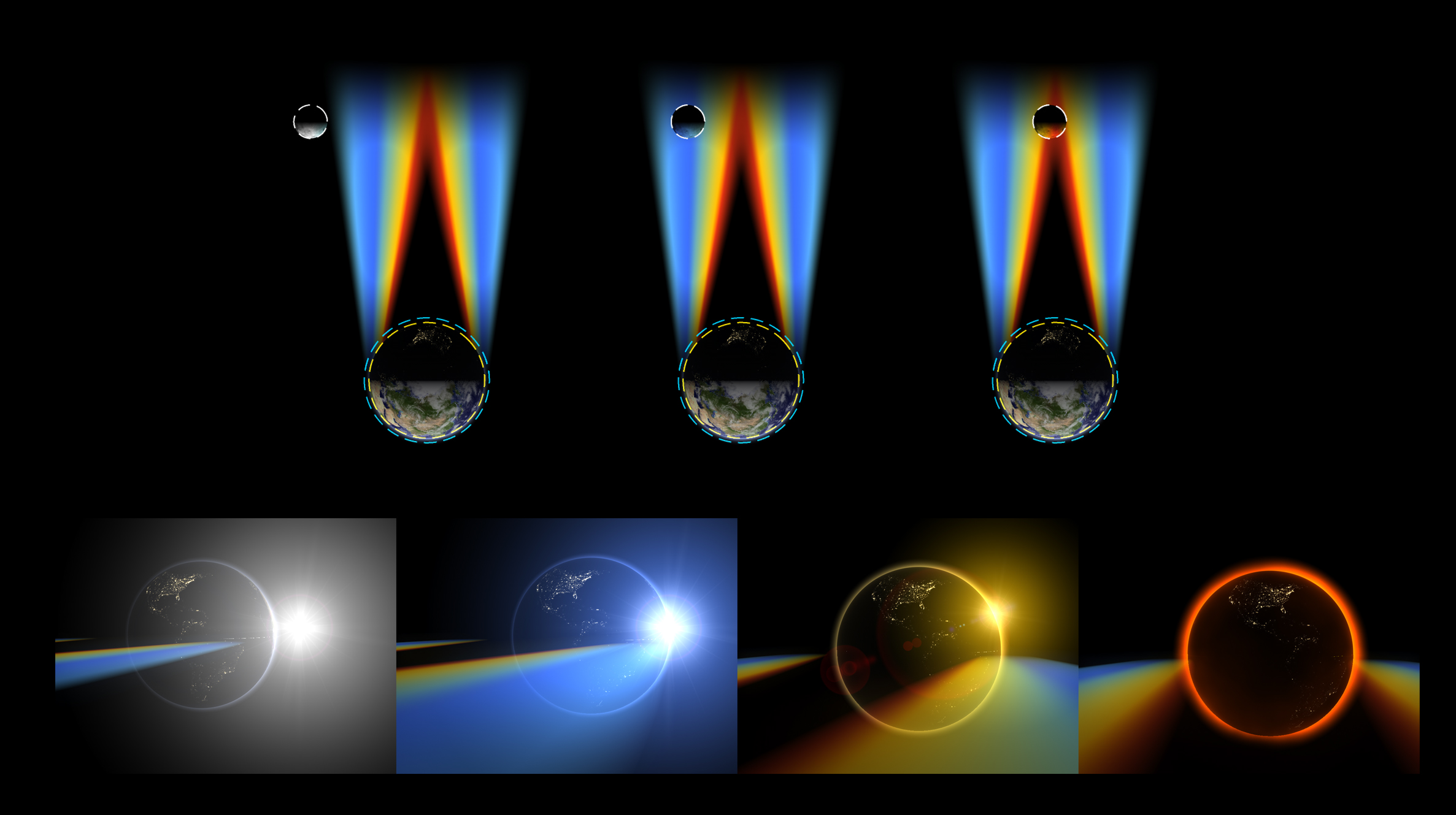
Kolor światła Słońca w cieniu Ziemi.
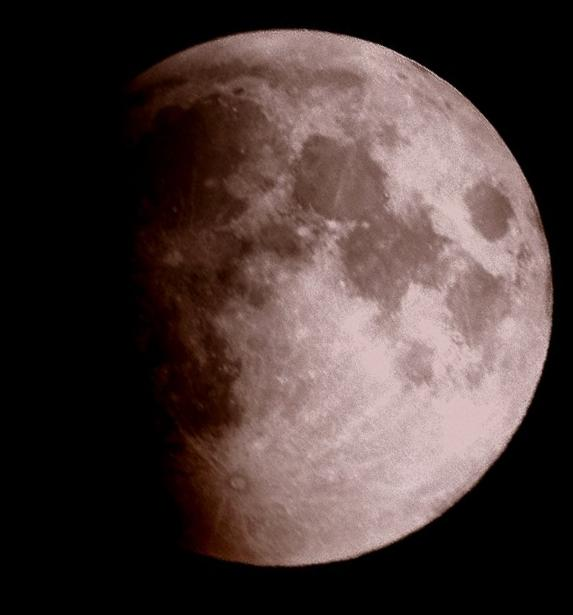
Postępujące zaćmienie z marca 2007.
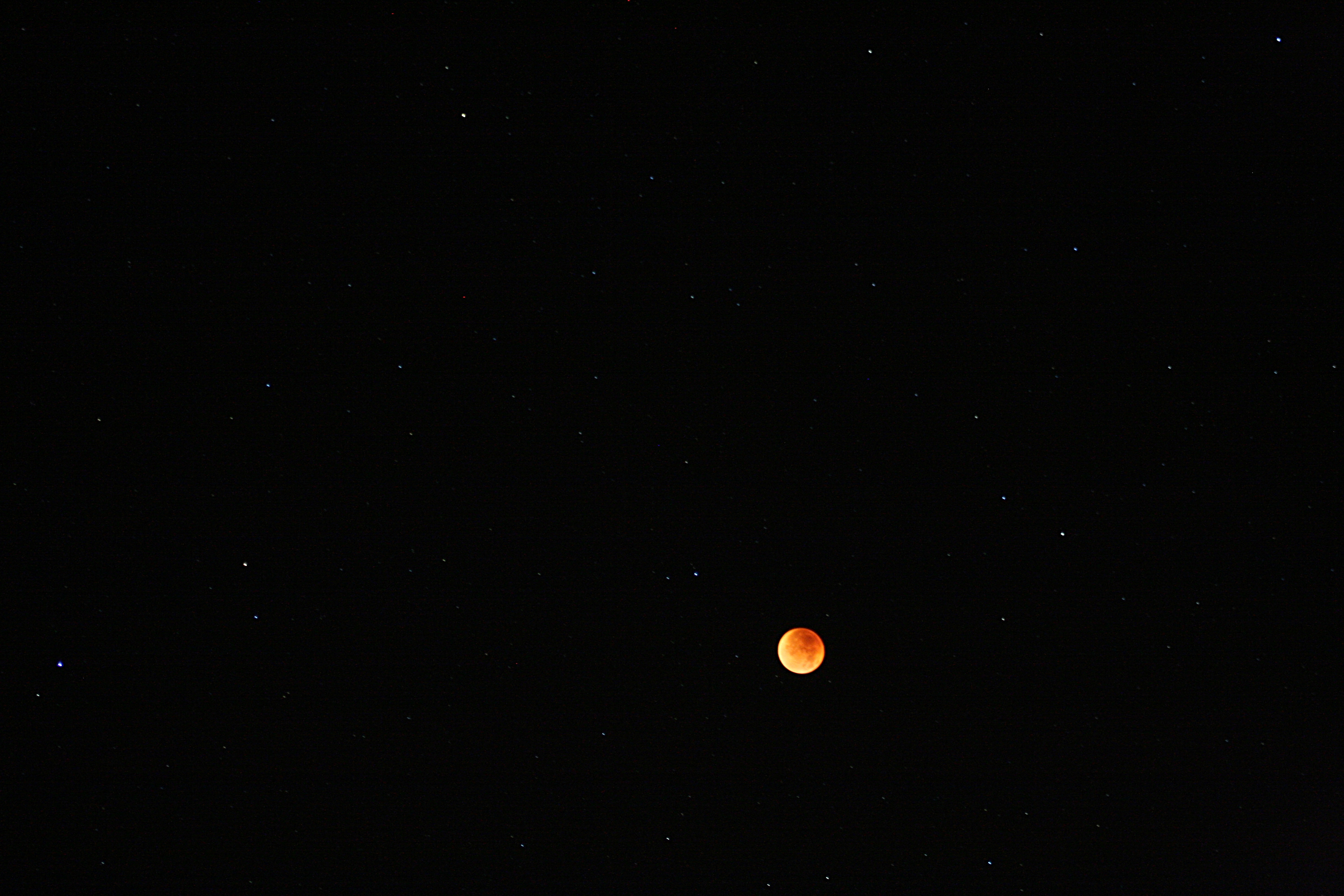
Sierpień 2007. Całkowite zaćmienie Księżyca pozwala zobaczyć więcej gwiazd wokół Księżyca.
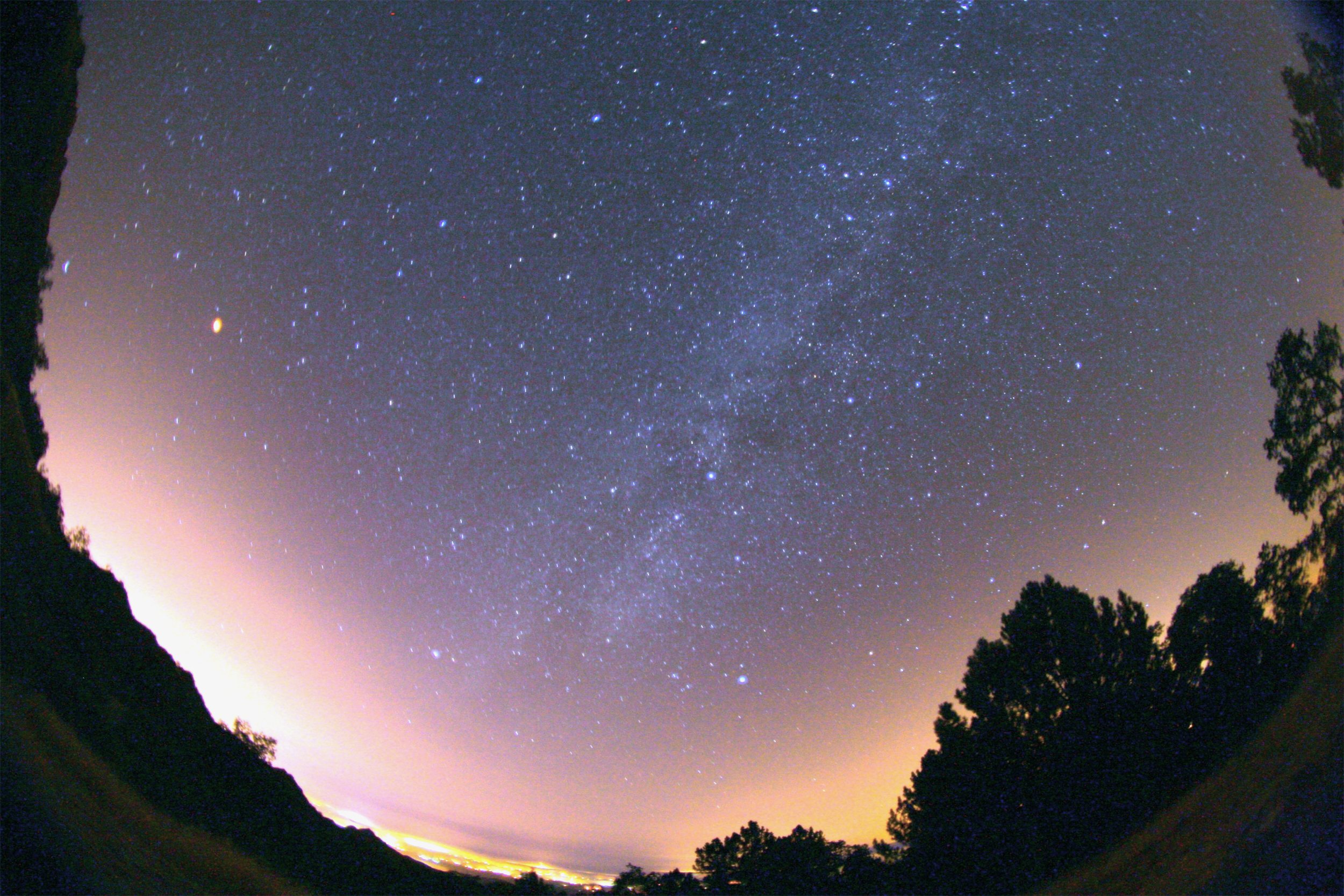
Sierpień 2007. Widoczne całkowite zaćmienie Księżyca i Droga Mleczna.
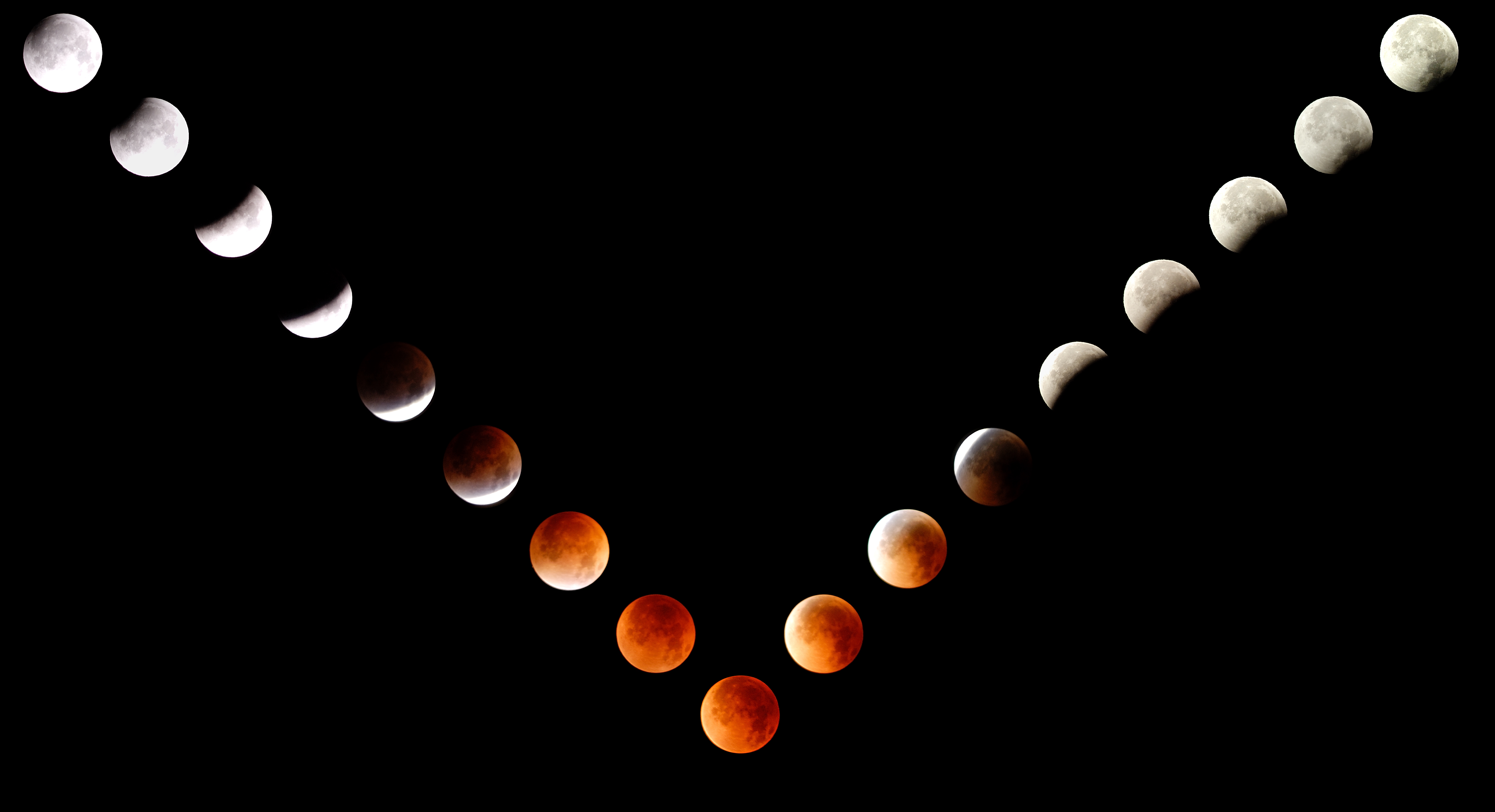
Zaćmienie Księżyca z 28 sierpnia 2007. Kolaż zdjęć.
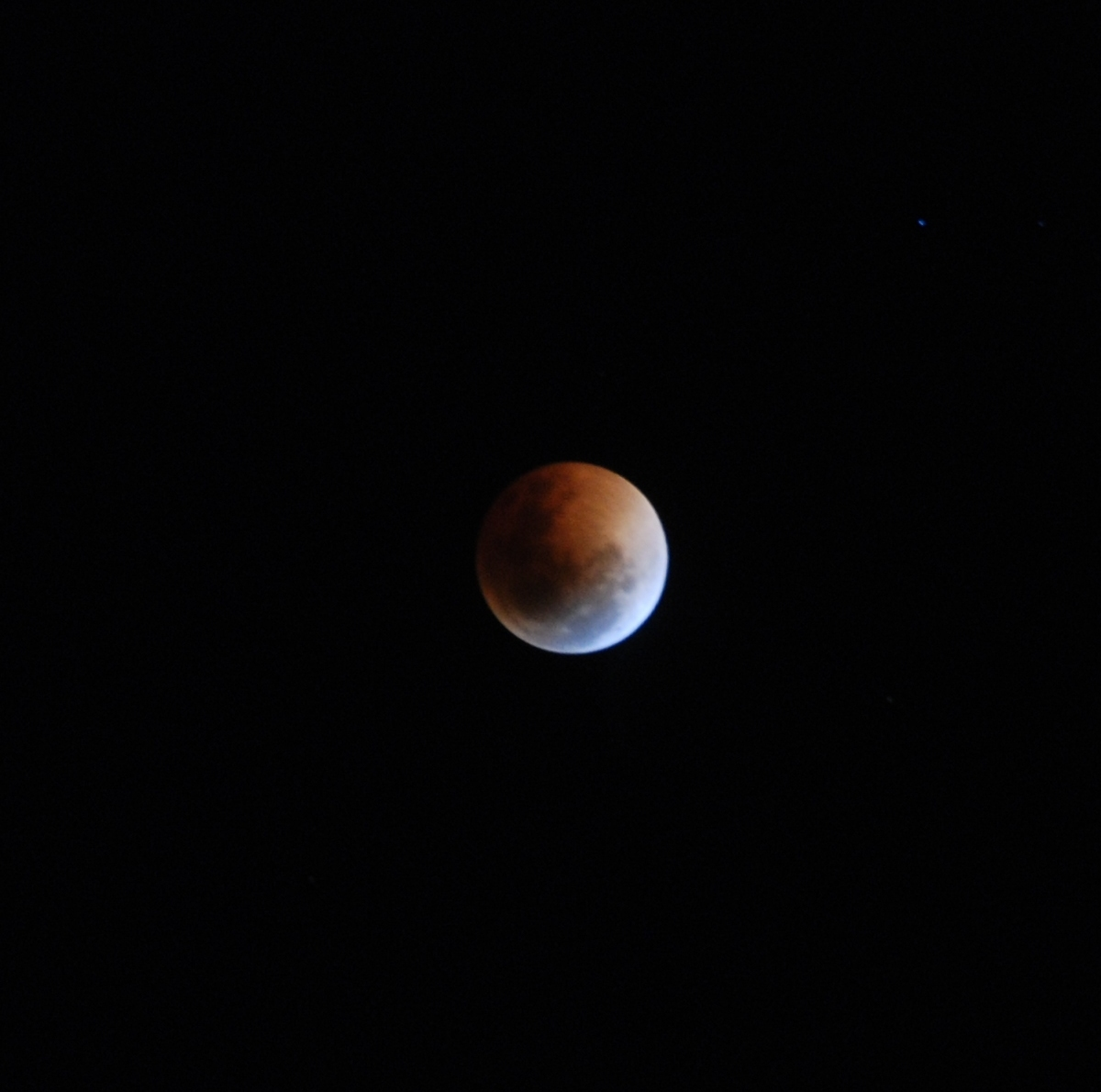
Całkowite zaćmienie Księżyca widziane z Melbourne w Australii, 28 sierpnia 2007.
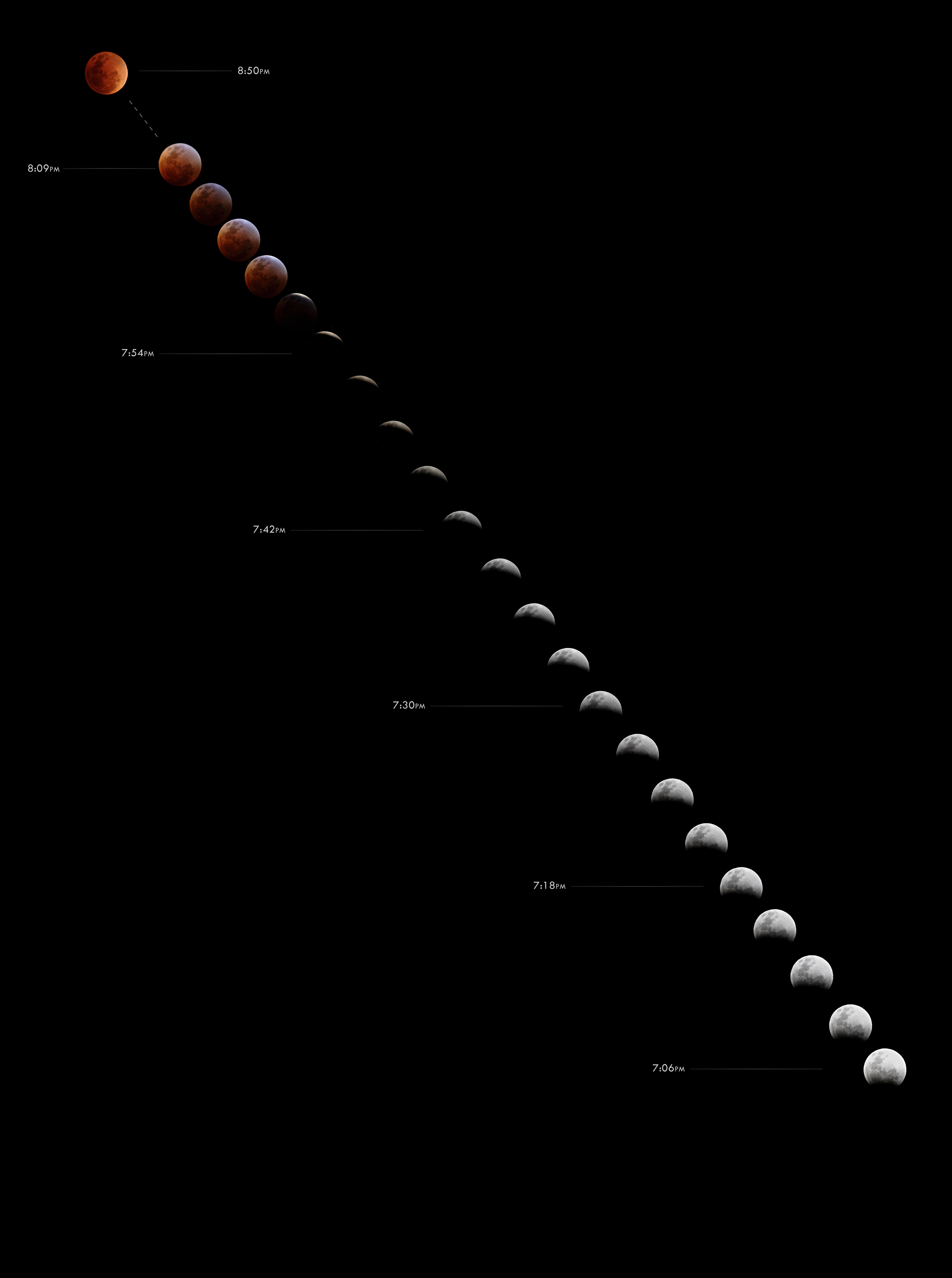
Sekwencja zdjęć robionych w przedziałach 3 minut ukazująca zaćmienie Księżyca z 28 sierpnia 2007.
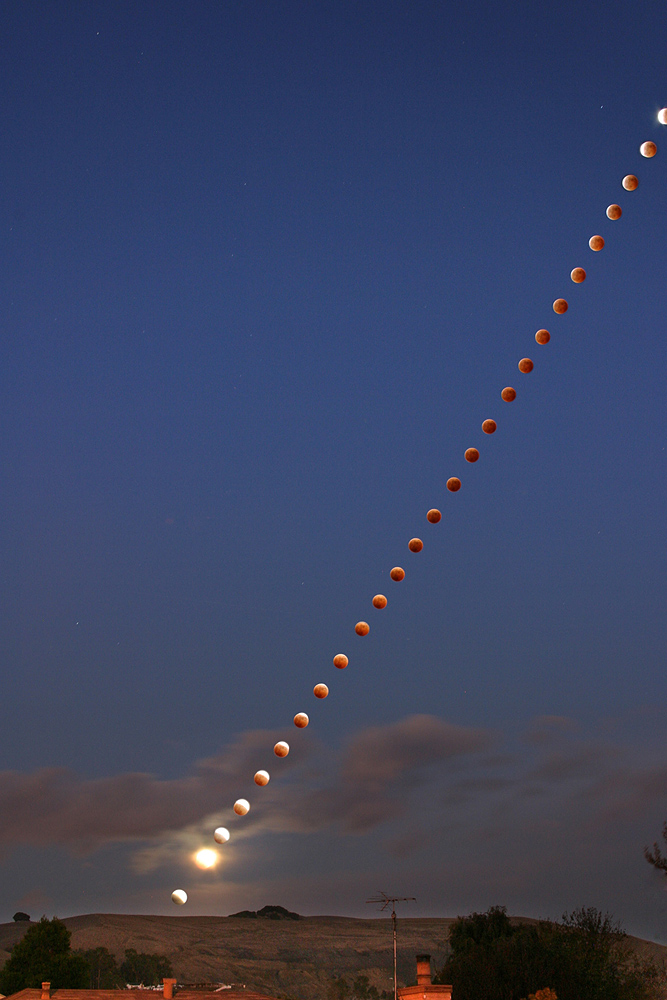
Fotografia wykonana z wielu ekspozycji, ukazująca zaćmienie Księżyca widziane w Północnej Kalifornii w październiku 2004.
Całkowite zaćmienie Księżyca widziane z Kerman w Iranie.
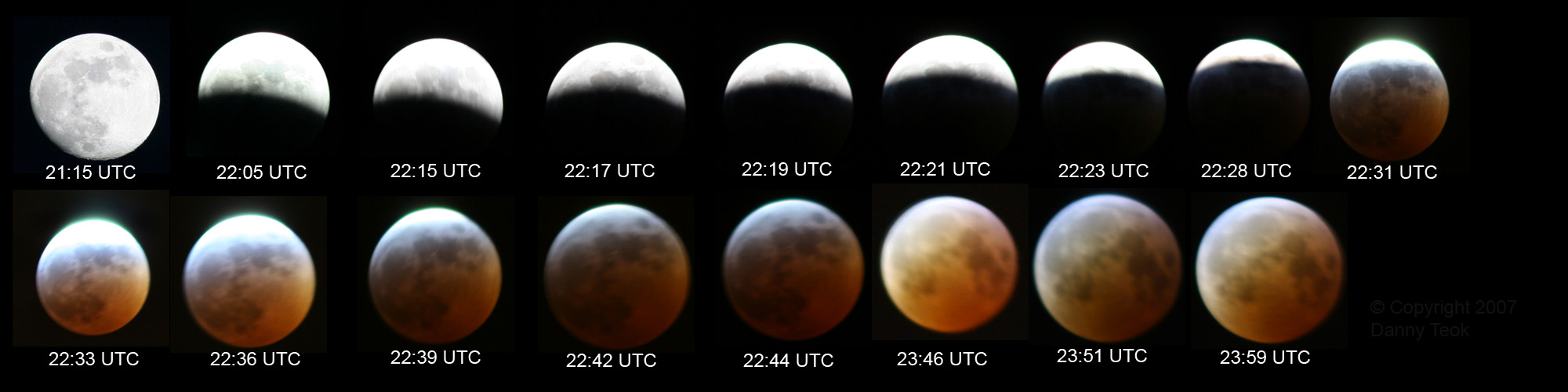
3 marca 2007, zaćmienie Księżyca widziane w Leeds w Anglii.
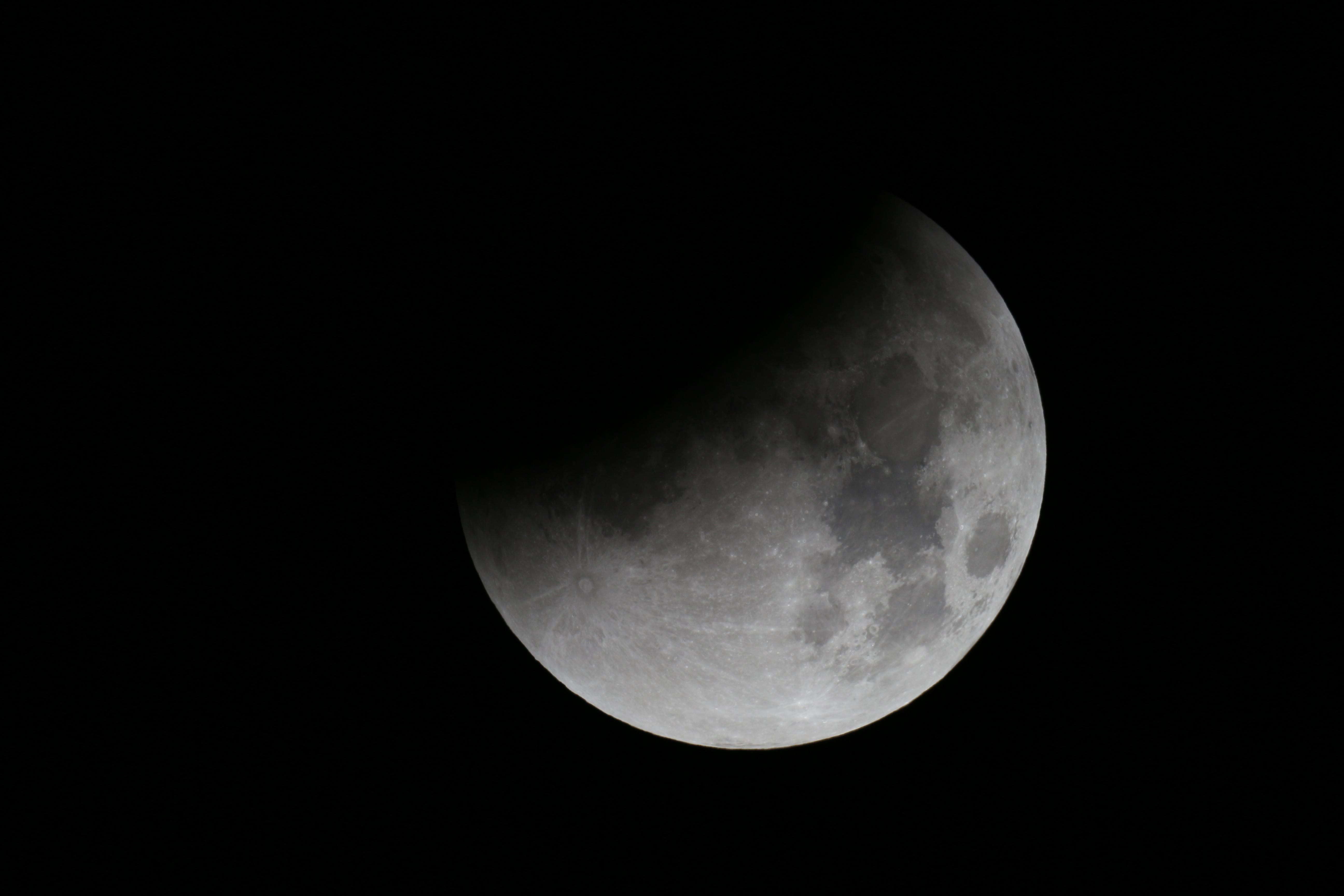
Postępujące zaćmienie Księżyca obserwowane w Polsce we wrześniu 2015 roku.
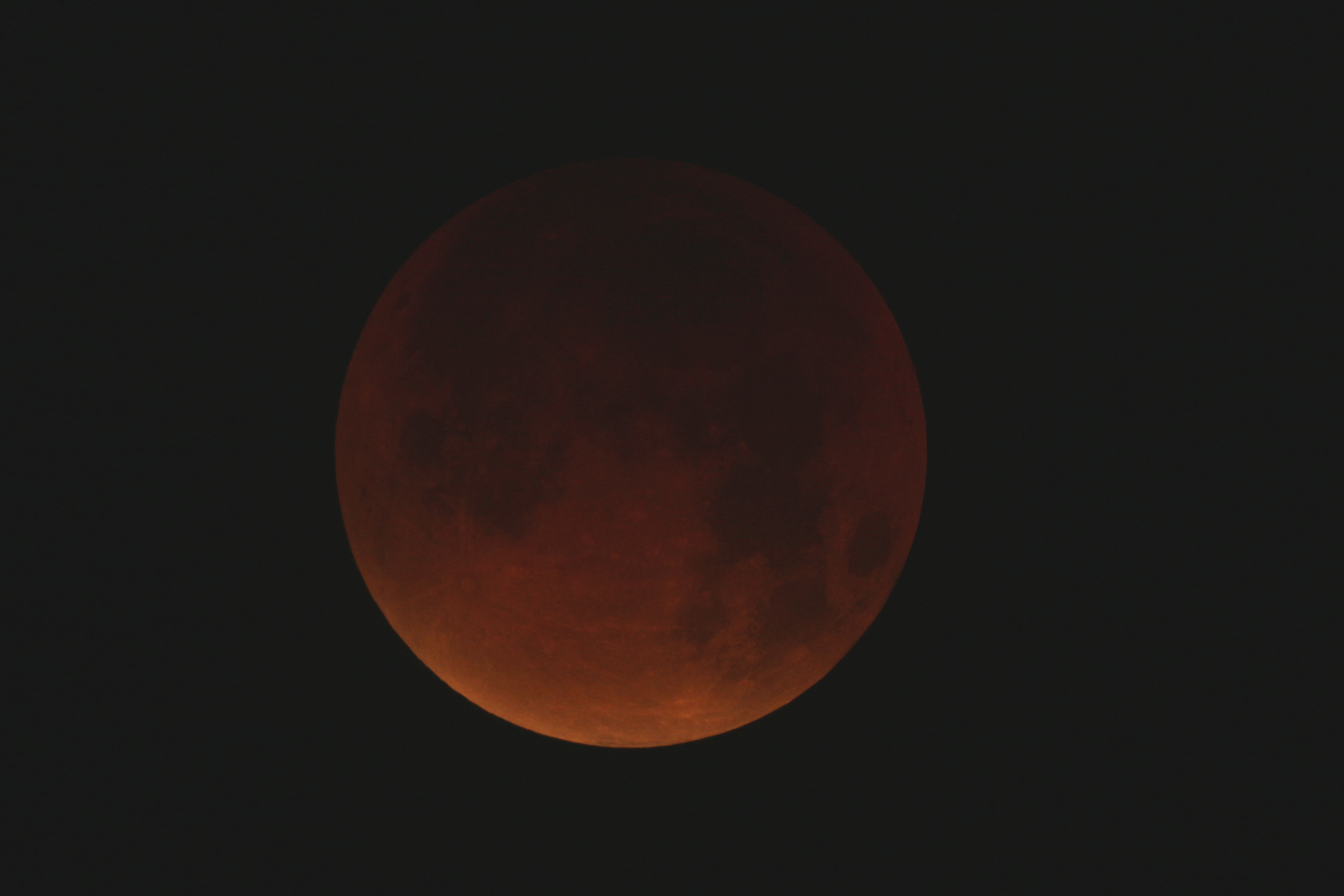
Pełne zaćmienie Superksiężyca obserwowane w Polsce we wrześniu 2015 roku.
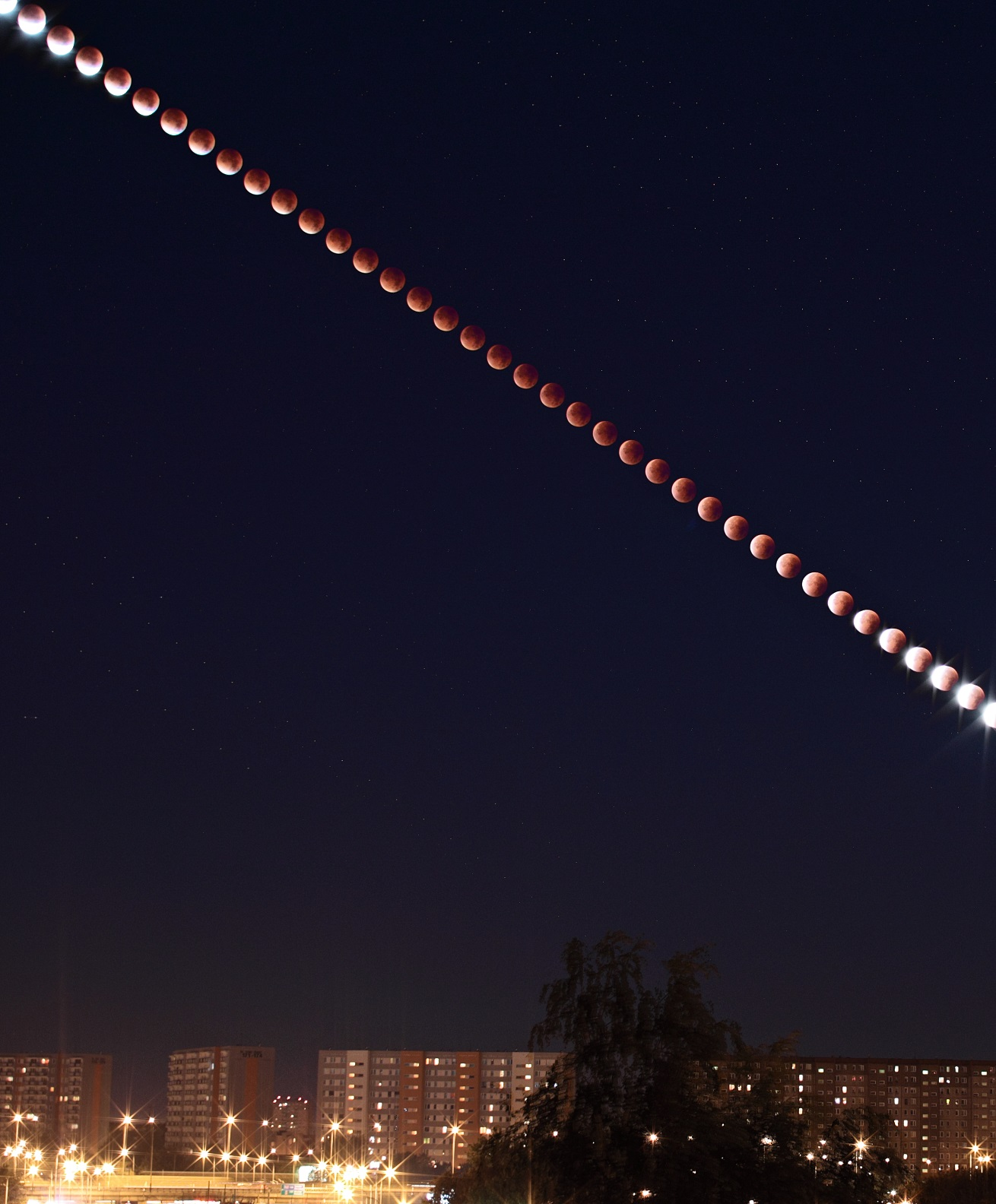
Całkowite zaćmienie Księżyca 2015-09-28.
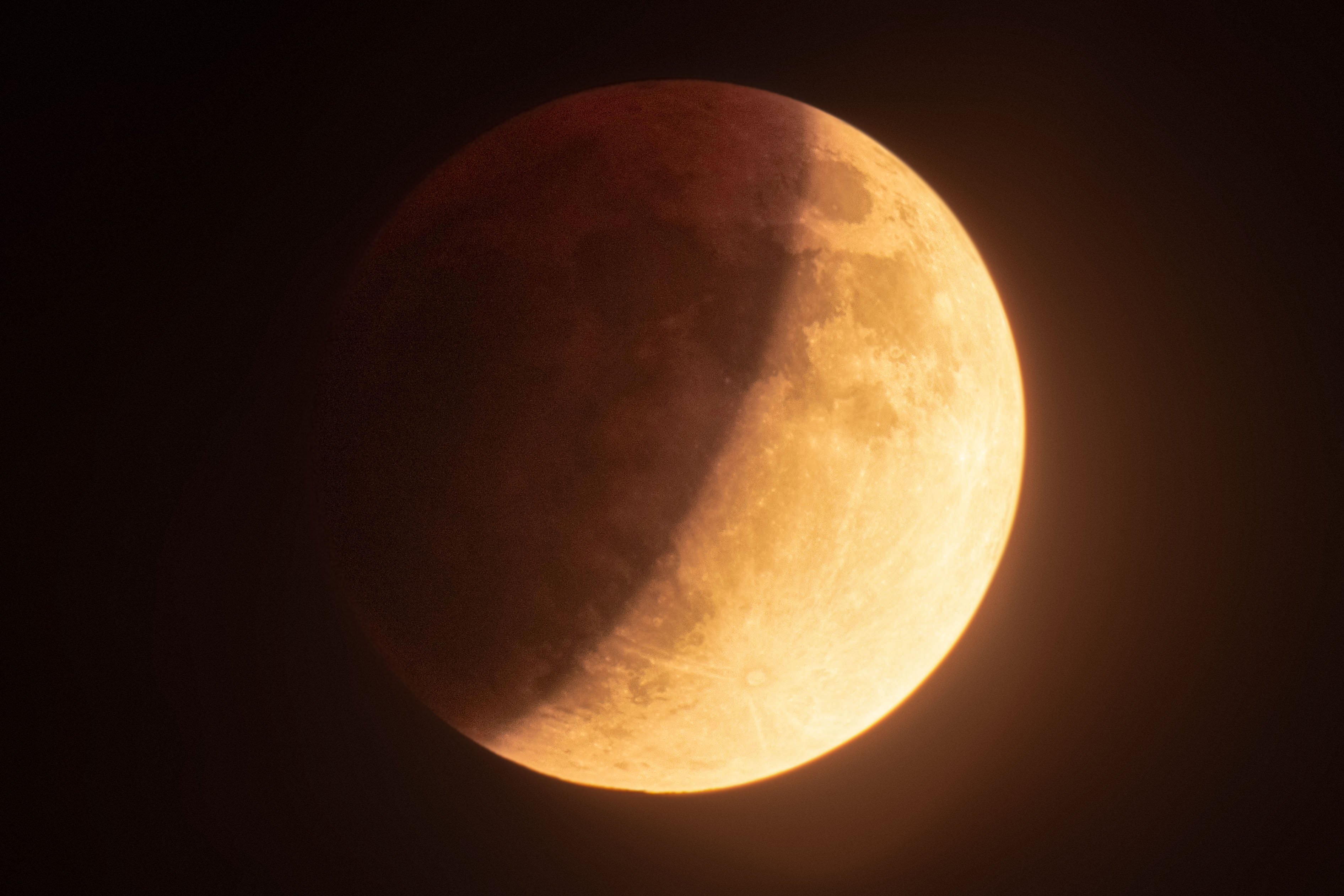
Częściowe zaćmienie Księżyca 16 lipca 2019.